# Norinchukin
 (novembre 2016).
Si vous disposez d'ouvrages ou d'articles de référence ou si vous connaissez des sites web de qualité traitant du thème abordé ici, merci de compléter l'article en donnant les références utiles à sa vérifiabilité et en les liant à la section « Notes et références ».
Norinchukin (農林中央金庫, Nōrinchūōkinko) est une banque japonaise offrant ses services à plus de 5 612 coopératives agricoles et forestières. Son siège social est à Tokyo.

## Histoire
La banque Norinchukin a été fondée le 20 décembre 1923 par le gouvernement japonais pour supporter le secteur agricole. Norinchukin est composé des caractères japonais Nō - Rin - Chū - Kin signifiant Agriculture, Forêt, Central et Or, et correspond à la contraction du nom complet en japonais Nōrinchūōkinko. Après la seconde guerre mondiale, Norinchukin a joué un rôle important dans la reconstruction.